# روبرت بلاي
روبرت بلاي (بالإنجليزية: Robert Bly)‏ (23 ديسمبر 1926 - 21 نوفمبر 2021)، هو لغوي، وشاعر، ومترجم، وكاتب من الولايات المتحدة الأمريكية ولد في ماديسون.

## التعليم
تعلم في جامعة هارفارد.

## روابط خارجية
- روبرت بلاي على موقع الموسوعة البريطانية (الإنجليزية)
- روبرت بلاي على موقع ميوزك برينز (الإنجليزية)
- روبرت بلاي على موقع إن إن دي بي (الإنجليزية)
- روبرت بلاي على موقع ديسكوغز (الإنجليزية)